# Thomas Deng
Thomas Deng, född 20 mars 1997 i Nairobi, är en australisk fotbollsspelare som spelar för Urawa Red Diamonds.
Deng började sin karriär 2013 i Western Eagles FC. Efter Western Eagles FC spelade han för Green Gully SC och Melbourne Victory FC.